# Liste des sites mégalithiques de l'Argyll and Bute
Cette liste non exhaustive recense les principaux sites mégalithiques de l'Argyll and Bute.

## Cartographie
Localisation des principaux sites mégalithiques de l'Argyll and Bute
| : Complexes mégalithiques · : Alignements, henges, cromlechs · : Dolmens, menhirs, tumulus, cairns · |

## Liste
| Site                            | Type              | Notes | Coordonnées                 | Image |
| ------------------------------- | ----------------- | ----- | --------------------------- | ----- |
| Ballymeanoch (en)               | Site mégalithique |       | 56° 06′ 37″ N, 5° 29′ 14″ O |       |
| Standing Stone of Colmac Bridge | Menhir            |       |                             |       |
| Standing Stone of Tarbert       | Menhir            |       |                             |       |